# Pierwomajskoje (obwód tambowski)
Pierwomajskoje (ros. Первомайское) – wieś (sieło) w Rosji, w obwodzie tambowskim, w rejonie sampurskim. W 2010 liczyła 222 mieszkańców.